# Nie chcę, nie będę
Nie chcę, nie będę (ros. Не хочу и не буду) – radziecki krótkometrażowy film lalkowy z 1984 roku w reżyserii Władimira Sierababina. Film o niegrzecznym i nieposłusznym kurczątku. 

## Obsada (głosy)
- Olga Arosiewa
- Kłara Rumianowa
- Gieorgij Wicyn
- Boris Runge